# Jàivoronki
Jàivoronki (en ucraïnès: Жайворонки) és un poble de la República Autònoma de Crimea, a Ucraïna, que el 2014 tenia 49 habitants. Pertany al districte rural de Saki. Fins al 1948 la vila es deia Ibraïm-Bai.